# Tupolev ANT-25

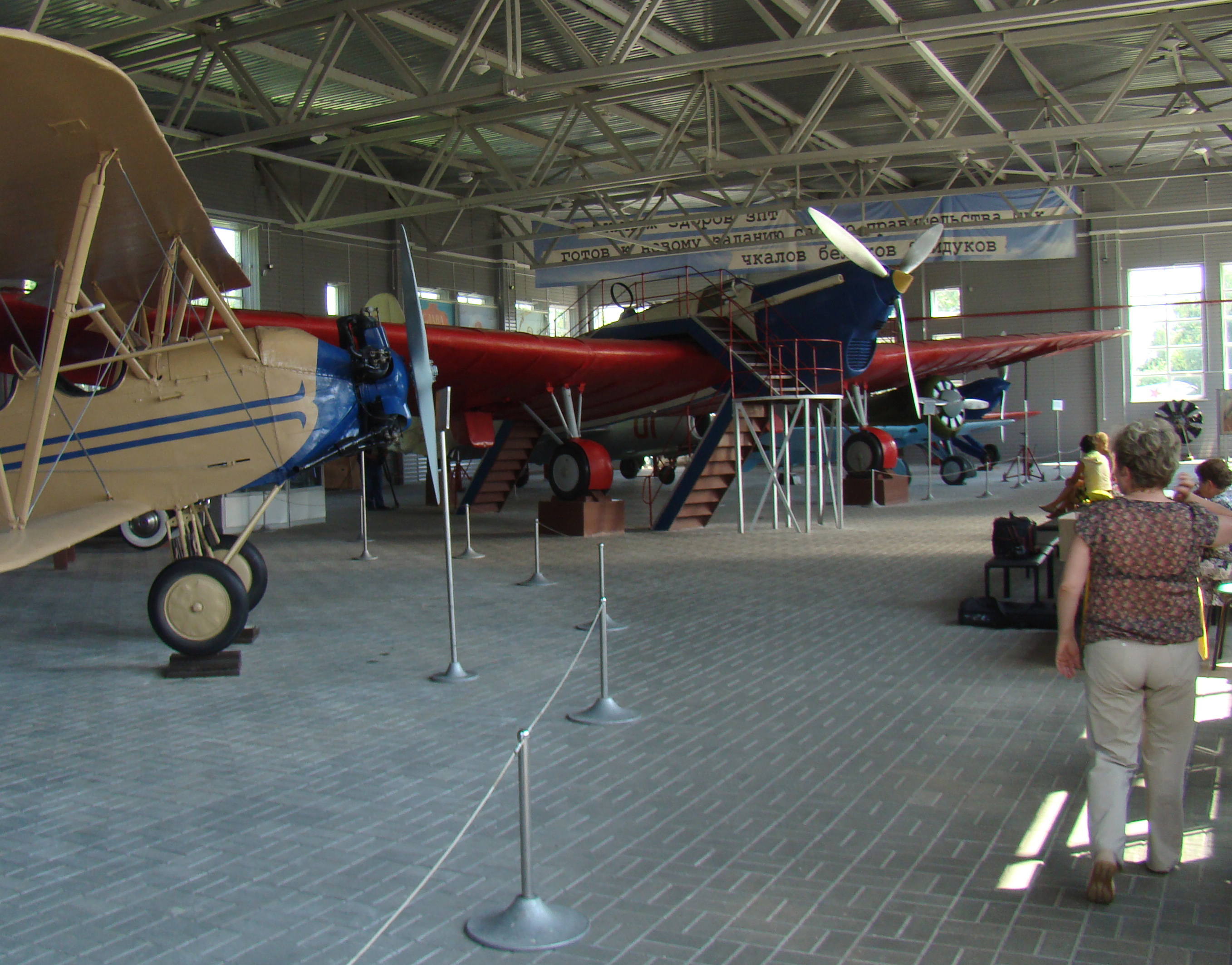
ANT-25 tại bảo tàng Chkalov, Chkalovsk

Tupolev ANT-25 là một loại máy bay tầm xa thử nghiệm của Liên Xô. Được chế tạo năm 1933. Chiếc máy bay này từng thực hiện chuyến bay đầu tiên giữa Liên Xô và Hoa Kỳ qua Bắc Cực vào năm 1936.

## Biến thể
DB-1

## Quốc gia sử dụng
Liên Xô
- Không quân Liên Xô

## Tính năng kỹ chiến thuật (ANT-25 No.1)
Dữ liệu lấy từ The Osprey Encyclopaedia of Russian Aircraft 1875 – 1995
Đặc tính tổng quan
- Kíp lái: 3
- Chiều dài: 13,4 m (44 ft 0 in)
- Sải cánh: 34 m (111 ft 7 in)
- Chiều cao: 5,5 m (18 ft 1 in)
- Diện tích cánh: 87,1 m2 (938 foot vuông)
- Trọng lượng rỗng: 3.700 kg (8.157 lb)
- Trọng lượng có tải: 8.000 kg (17.637 lb)
- Sức chứa nhiên liệu: dubler (1936) – 5,880 kg (13 lb) + 350 kg (772 lb)
- Động cơ: 1 × Mikulin M-34 , 560 kW (750 hp)

Hiệu suất bay
- Vận tốc cực đại: 246 km/h (153 mph; 133 kn)
- Tầm bay: 7,200 km (4 mi; 4 nmi)
- Thời gian bay: 48 hours
- Trần bay: 2.100 m (6.890 ft) đầy tải

  - 7,850 m (26 ft) trọng tải ít